# Falsistrellus mackenziei
Falsistrellus mackenziei är en fladdermus i familjen läderlappar som förekommer i Australien.
Arten väger 17 till 26 g. Den når en kroppslängd (huvud och bål) av 55,4 till 66,6 mm och en svanslängd av 40,1 till 53,2 mm. Falsistrellus mackenziei har 14 till 18,3 mm långa öron och 8,2 till 11,6 mm långa bakfötter. Pälsen är på ovansidan rödbrun till kanelbrun och på undersidan kanelbrun till rosa. Undersidans hår är nära roten mörkbruna. På vingens undersida finns några hår med samma färg som undersidans päls. Jämförd med Falsistrellus tasmaniensis har penisbenet en avvikande form.
Denna fladdermus är bara känd från sydvästra delen av delstaten Western Australia. Arten lever i höga ursprungliga skogar som kännetecknas av mycket nederbörd. Typiska träd i skogarna är Eucalyptus marginata, Eucalyptus diversicolor, Corymbia calophylla och Eucalyptus gomphocephala.
Individerna vilar i trädens håligheter och troligen även i byggnader. De bildar kolonier med upp till 30 medlemmar. Beståndet hotas av skogsavverkningar. IUCN uppskattar att populationen minskade med upp till 30 procent mellan 1998 och 2008. Falsistrellus mackenziei listas därför som nära hotad (NT).